# Mesocyclops
Mesocyclops är ett släkte av kräftdjur som beskrevs av Georg Ossian Sars 1914. Mesocyclops ingår i familjen Cyclopidae.

## Dottertaxa tillMesocyclops, i alfabetisk ordning[1][2]
- Mesocyclops aequatorialis
- Mesocyclops americanus
- Mesocyclops annulatus
- Mesocyclops aspericornis
- Mesocyclops australiensis
- Mesocyclops borneoensis
- Mesocyclops brasilianus
- Mesocyclops brevisetosus
- Mesocyclops chaci
- Mesocyclops darwini
- Mesocyclops dybowskii
- Mesocyclops edax
- Mesocyclops ellipticus
- Mesocyclops granulatus
- Mesocyclops isabellae
- Mesocyclops kieferi
- Mesocyclops leuckarti
- Mesocyclops leukarti
- Mesocyclops longisetus
- Mesocyclops meridianus
- Mesocyclops meridionalis
- Mesocyclops nothius
- Mesocyclops ogunnus
- Mesocyclops pehpeiensis
- Mesocyclops pescei
- Mesocyclops pseudomeridianus
- Mesocyclops pseudospinosus
- Mesocyclops reidae
- Mesocyclops splendidus
- Mesocyclops tenuis
- Mesocyclops thermocyclopoides
- Mesocyclops tobae
- Mesocyclops varius
- Mesocyclops venezolanus
- Mesocyclops yutsil